# Mattabesec
Mattabesec (Mattabesic, Matabesec, Matabezeke, Matabeseck, Matowepesack, Mattabeeset, Mattabeseck, Mattabesek, Mattabesick, Mattabesicke, Mattabesett, Mattapeaset, Mattebeseck, Seqvin), pleme ili skupina plemena američkih Indijanaca porodice Algonquian koji su nekada živjeli u Connecticutu, nastanjujući krajeve na obje obale rijeke Connecticut od Wethersfielda do Middletowna. Prema Ruttenberu bili su člaovi konfederacije Wappinger. Jezično pripadaju porodici Algonquian, a služili su se r-dijelaktom. Plemena skupine Mattabesec bili su 1. Hammonasset s ušća rijeke Hammonasset; 2. Massaco, blizu Simsburya i Cantona; 3. Menunkatuc, na obali blizu Guilforda; 4. Paugussett ili Milford Indijanci na istočnoj strani rijeke Housatonic; 5. Peaquanock, zapadno od Housatonica; 6. Podunk, blizu East Windsor i East Hartford, na istočnoj strani Connecticuta; 7. Poquonock blizu Windsor Locksa; 8. Potatuck u dolini Housatonic, između Newtowna i Woodburya; 9. Quinnipiac ili Quiripi na zaljevu New Haven: 10. Sicaog na mjestu Hartforda; 11. Tunxis, zapadno od Hartforda; 12. Wangunk, na obje obale Connecticuta, između Hartforda i Haddama; i 13. Weantinock ili New Milford Indijanci u dolini Housatonic. 
Rana populacija (1600.) Mattabeseca iznosila je između 10,000 i 20,000 u kojih 60 sela, no uskoro nakon dolaska bijelih kolonista, razne epidemije svele su im broj na oko 5,000 (1620.). Broj im opada i kasnije, a u suvremeno vrijeme ostaci ovih plemena organizirali su se u dvije plemenske skupine, to su Golden Hill Paugussett, blizu Colchestera u Connecticutu, s kojih 120 pripadnika i Schaghticoke ili Scaticook blizu Kenta u Connecticutu, s kojih 350 pripadnika. Schaghticoke iz Connecticuta, ne smiju se pobrkati s istoimeni plemenom iz New Yorka, koji su porijeklom od Mahicana. Ostalih Mattabesec potomaka ima među Brotherton i Stockbridge Indijancima u Wisconsinu. 
Kulturno su Mattabeseci bili slični ostalim obalnim algonkinskim plemenima. Uz riječne doline uzgajali su kukuruz, grah i razne tikve, te sezonski migrirali na druga područja zbog lova i ribolova. Bili su poznati po izradi kvalitetnih wampuma. 

## Vanjske poveznice
- Mattabesec Indian History
- Mattabesic History